# (43724) Pechstein
(43724) Pechstein (1975 UY) – planetoida z pasa głównego asteroid okrążająca Słońce w ciągu 3,89 lat w średniej odległości 2,47 j.a. Odkryta 29 października 1975 roku.